# Саад Агузуль
Саад Агузуль (араб. سعد اكوزول, нар. 10 серпня 1997, Марракеш, Марокко) — марокканський футболіст, центральний захисник французького клубу «Осер».

## Ігрова кар'єра

### Клубна
Саад Агузуль народився у місті Марракеш і є вихованцем місцевого клубу «Кавкаб», де він почав грати в молодіжній команді з 2009 року. У 2017 році футболіст дебютував у першій команді на професійному рівні.
Сезон 2019/20 захисник розпочав у Франції — у клубі «Лілль». Але виступав лише за другу клубну команду, не зігравши жодного матчу в основі. Влітку 2020 року Агузуль був відправлений в оренду в клуб бельгійської Про-Ліги «Мускрон», де грав до кінця сезону.
Сезон 2022/23 футболіст провів у клубі Ліги 2 «Сошо», з яким був підписаний трирічний контракт. Але вже наступного року Азугуль перейшов до іншого клубу Ліги 2 «Осер». І в першому ж сезоні виграв з клубом турнір Ліги 2 і підвищення до вищого дивізіону.

### Збірна
Саад Агузууль провів три гри у складі олімпійської збірної Марокко.

## Титули
Осер
- Переможець Ліги 2: 2023/24